# Belmont, Mississippi
Belmont är en ort i Tishomingo County i delstaten Mississippi, USA.